# Волгин, Сергей Витальевич
Сергей Витальевич Волгин (настоящая фамилия — Со́бинов; 29 мая 1876, Ярославль — 1927, Москва) — русский артист оперы (тенор).

## Биография
Родился 29 мая 1876 года в Ярославле. Брат знаменитого оперного певца Леонида Собинова (1872—1934). В 1897—1903 годах обучался пению в московском Музыкально-драматическом училище. Дебютировал в Московской частной русской опере.
Выступал в Опере С. Зимина, Новом летнем театре, театре «Аквариум», Театре музыкальной драмы, Ленинградском ГАТОБе.
Умер в 1927 году в Москве.

## Творчество
Первый исполнитель партий:
- Афанасий Иванович («Сорочинская ярмарка» М. Мусоргского; инструментовка Ц. Кюи, 1917)
- Лысов («Орлиный бунт» А. Пащенко, 1925)
- Пузанов («За красный Петроград» А. Гладковского и Е. Пруссака, 1925)
- Львов и Яковлев («Стенька Разин» С. Бершадского, 1926)

Первый исполнитель партий на русской сцене:
- Ник («Девушка с Запада» Дж. Пуччини, 1913).

Первый исполнитель партий в Петербурге-Петрограде:
- Звездочёт («Золотой петушок» Н. Римского-Корсакова, 1909)
- Иван Михайлович Ять («Свадьба» В. Эренберга, 1917)

Первый исполнитель партий в Харькове:
- Звездочёт («Золотой петушок» Н. Римского-Корсакова, 1910)

Первый исполнитель партий в Москве:
- Блохин («Дни нашей жизни» А. Глуховцева, 1913)
- Иван Игнатьевич Жарков («Капитанская дочка» Ц. Кюи, 1914)

Другие партии:
- Купфер («Клара Милич» А. Кастальского)
- Фауст («Фауст» Ш. Гуно)
- Вахрамеевна («Аскольдова могила» А. Верстовского, 1914)
- Подьячий («Хованщина» М. Мусоргского)
- Ленский («Евгений Онегин» П. Чайковского)
- Сопель («Садко» Н. Римского-Корсакова)
- ? («Купец Калашников» А. Рубинштейна, 1912)
- Герцог («Риголетто» Дж. Верди)
- Бардольф («Фальстаф» Дж. Верди, 1925)
- Сполетта («Тоска» Дж. Пуччини)
- 3-й еврей («Саломея» Р. Штрауса).

Партнёры: А. К. Аскоченский, М. В. Бочаров, С. И. Друзякина, П. И. Засецкий, И. Иванцов, А. Каченовский, Н. Н. Куклин, Н. П. Кошиц, М. П. Максакова, Е. Н. Николаева, М. О. Рейзен, Г. В. Серебровский, Е. И. Терьян-Корганова, В. Севастьянов, Б. И. Толмачевский, В. С. Шаронов, Н. А. Шевелёв. Пел под руководством С. В. Бершадского, В. А. Дранишникова, М. Купера, Е. Е. Плотникова, С. А. Самосуда, Г. Г. Фительберга, Н. Черепнина, Л. П. Штейнберга.
Записывался на грампластинки (Москва, «Граммофон», 1910, 1912, 1913). Некоторые его записи хранились в ЦГАЗ СССР (ныне РГАФД).